# ادیگاناهالی (هانسور)
ادیگاناهالی (هانسور) (به انگلیسی: Adiganahalli (Hunsur)) در هند است که در کارناتاکا واقع شده‌است.